# باربرا باربر
باربرا باربر هي فنانة كندية، ولدت في 1873 في برانتفورد في كندا، وتوفيت في 1966 في Regina Beach ‏ في كندا.